# Feminizm chrześcijański
Feminizm chrześcijański, to prąd teologiczny występujący w części kościołów chrześcijańskich, głównie o charakterze liberalnym, podkreślający konieczność równouprawnienia płci w życiu Kościołów (np. kapłaństwo kobiet) a także w życiu społecznym i politycznym. Często głosi również pacyfizm chrześcijański oraz równouprawnienie np. mniejszości seksualnych i etnicznych. Chrześcijaństwo feministyczne nie jest tożsame z feminizmem chrześcijańskim, który nie jest teologią, często jest odrzucany przez chrześcijan feministycznych oraz określany jako "współczesna ideologia".
Podstawą feminizmu chrześcijańskiego jest przekonanie, że Bóg nie pochwala dyskryminacji, opartej na różnicach biologicznych między ludźmi. Fakt istnienia takiej dyskryminacji w większości wyznań chrześcijańskich tłumaczony jest uwarunkowaniami tradycji i kultury, niemającymi uzasadnienia w prawie Bożym. Feminiści chrześcijańscy odwołują się do ogólnego przesłania Biblii, a nie do oderwanych cytatów, które są często kontrowersyjne.

## Historia
Od początku wśród niektórych teologów chrześcijańskich (np. św. Augustyn, Tertullian) dominował pogląd, że kobiety są z natury gorsze i powinny być podporządkowane mężczyznom. Opierali oni swoje poglądy na niektórych cytatach z Biblii.
Pierwszymi, którzy głosili równość płci w głoszeniu "słowa bożego" (czyli powszechne kapłaństwo wiernych bez względu na płeć) byli waldensi w XIII w. (południowa Francja i północne Włochy). Szybko jednak zostali zmarginalizowani na skutek prześladowań.
Reformacja w XVI w. początkowo nie zmieniła dominującego poglądu: np. Jan Kalwin i John Knox byli przekonani, że kobiety są z natury moralnie słabsze i bardziej skłonne do grzechu. Jednak już w ich czasach pojawiło się wiele wybitnych działaczek reformacji i kobiet-teologów (np. Marie Dentière). Również w katolicyzmie kilka kobiet było wybitnymi teologami, np. św. Teresa z Avili i św. Katarzyna ze Sieny, ogłoszone doktorami Kościoła w 1970. Ich działalność nie zmieniła jednak sytuacji kobiet w Kościołach.
Wyraźne tendencje feministyczne pojawiły się wśród amerykańskich i angielskich kwakrów w XVIII w. Jedna z wyznawczyń tego kierunku - Matka Ann Lee założyła w 1772 grupę religijną szejkersów, która głosiła równouprawnienie kobiet w życiu religijnym i społecznym oraz kult założycielki jako "kobiecej manifestacji Boga". Był to jeden z pierwszych Kościołów feministycznych.
Szersze poparcie chrześcijaństwo feministyczne uzyskało po 1808. Na Zachodzie idee chrześcijaństwa feministycznego głosili:
- Fredrik Franson (1852–1908), norweski pastor, popierający kapłaństwo kobiet.[1]
- Adoniram Judson Gordon (1836–1895), amerykański rzecznik kapłaństwa kobiet. [2]
- Katharine Bushnell (1856–1946), amerykańska lekarka i misjonarka.
- Catherine Booth (1829–1890), współzałożycielka Armii Zbawienia.
- Frances Willard (1839–1898), chrześcijańska sufrażystka.

Od lat 1970. pojawiło się współczesne chrześcijaństwo feministyczne, inspirowane feminizmem II fali (np. ruch Kościół Kobiet), obecne wśród wyznawców wszystkich większych wyznań chrześcijańskich, które domaga się równouprawnienia kobiet w życiu Kościołów (uważanych za patriarchalne) i w wielu Kościołach protestanckich już wprowadziło kapłaństwo kobiet. Tę formę chrześcijaństwa oficjalnie przyjął Kościół Episkopalny w Stanach Zjednoczonych. Inne Kościoły feministyczne to: Chrześcijańska Wspólnota Feministyczna, Luterański Kościół Ebenezera i Feministyczny Kościół Uniwersalnej Miłości (w Stanach Zjednoczonych).

## Chrześcijański feminizm w Polsce
Jednym z pierwszych krajów, gdzie pojawiły się idee feminizmu chrześcijańskiego, była Polska. Powstały w 1562 ruch braci polskich głosił idee równych praw mężczyzny i kobiety w małżeństwie oraz pozwalał kobietom wygłaszać kazania w swoich zborach. Na płaszczyźnie doktrynalnej odrzucano pojęcie Maryi - Matki Boga, a więc także ideał kobiety dziewiczej, niepokalanej i "wybranej przez Boga"; w rezultacie kobiety traktowano bardziej racjonalnie i ceniono ich rolę w społeczeństwie. Pozycja kobiet ariańskich była nieporównanie mocniejsza, niż pozycja katoliczek i protestantek. Wpływ braci polskich zakończył się wraz z ich wygnaniem z Rzeczypospolitej w 1658 (kobiety ariańskie wygnano w 1662).
W 1893 w Polsce (wówczas pod zaborami) katolicka zakonnica Mateczka Feliksa Kozłowska, młoda mistyczka, doznała objawień, w wyniku których powstało Dzieło Wielkiego Miłosierdzia, Zgromadzenie Kapłanów Mariawitów (nazwane tak od łacińskich słów Mariae Vita czyli Życie Maryi), który koncentruje się na kulcie Maryi oraz Feliksy Kozłowskiej. Odrzucenie objawień przez papieża i potępienie Zgromadzenia spowodowało powstanie oddzielnego Kościoła Mariawitów. W 1935 wyodrębnił się z niego Kościół Katolicki Mariawitów, który szczególnie akcentuje "kobiecy aspekt" Boga (Maryja jest Bogiem Wcielonym) i kult założycielki jako "wcielenia Ducha Świętego" oraz kapłaństwo kobiet (od 1929). Ten odłam mariawitów uznaje Trójcę Świętą jako Maryję-Boga Wszechmogącego, jej syna Jezusa oraz Mateczkę-Ducha Świętego. Obecnie (2011) ma około 2000 wiernych, kierowanych przez 3 biskupki i 8 kapłanek.